# Schwanenwerder

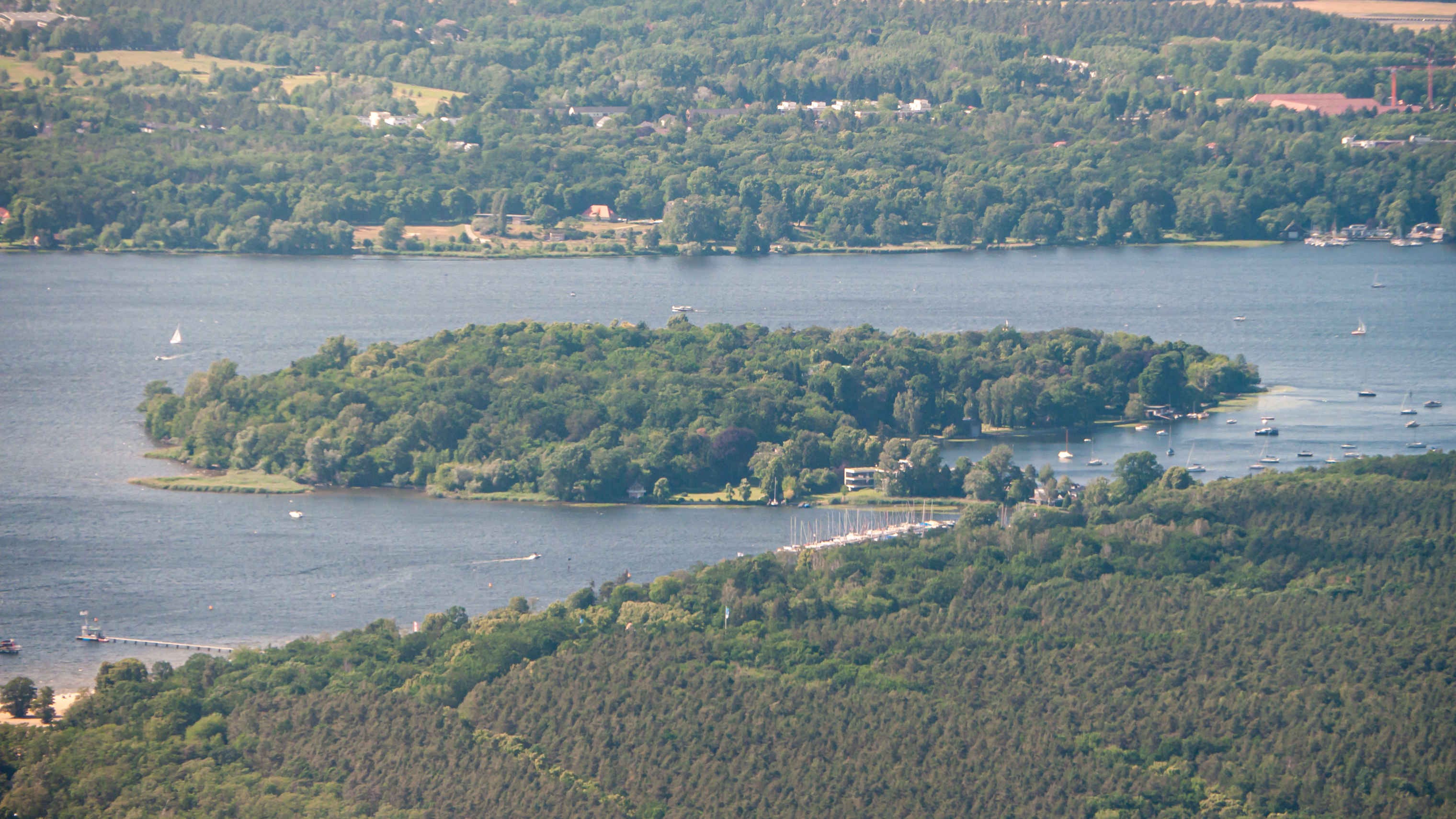
Schwanenwerder sedd söderifrån på ett flygfotografi.

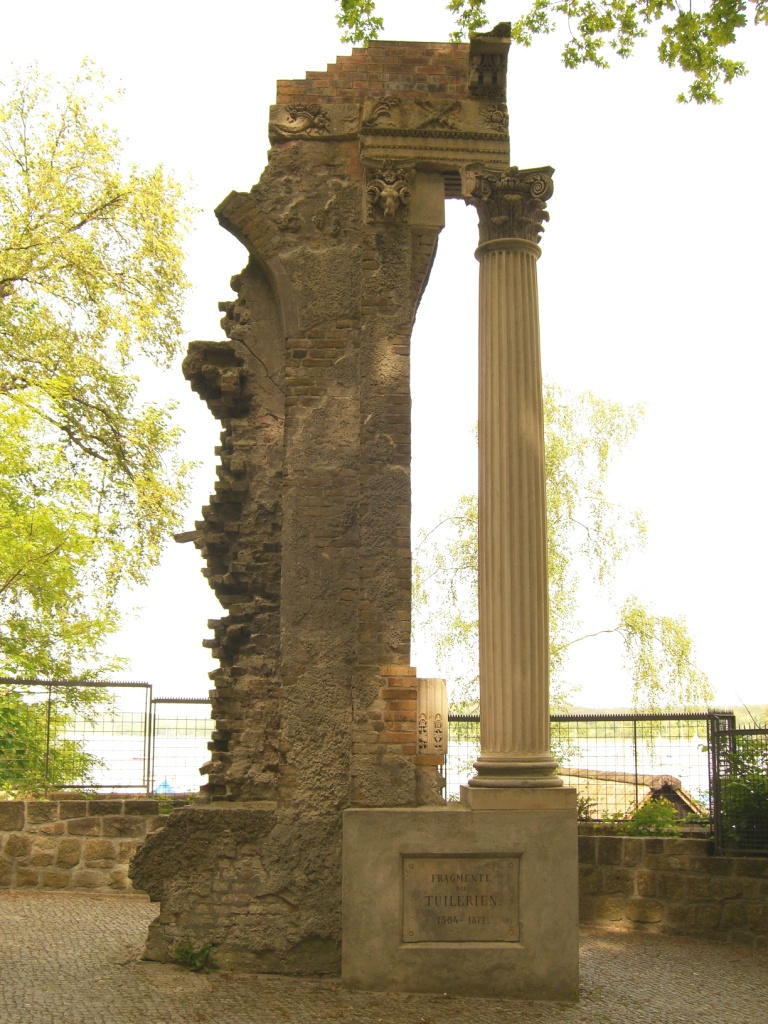
På ön finns ett minnesmärke i form av en kolonn, sammanfogat av ruindelar från slottet Tuilerierna i Paris.

Schwanenwerder är en omkring 25 hektar stor ö i floden Havel i Berlin, belägen i stadsdelen Nikolassee i stadsdelsområdet Steglitz-Zehlendorf. Ön ligger där floden vidgar sig mot Grosser Wannsee söderut och är förbunden med skogen Grunewald och Nikolassees stadsdelscentrum över en bro till fastlandet.
Nedströms sydväst om Schwanenwerder ligger stadsdelen Wannsee och Pfaueninsel, och norr om ön på flodens norra sida ligger stadsdelen Kladow. 
Schwanenwerder är huvudsakligen bebyggt med villabebyggelse och stranden är inte tillgänglig för allmänheten. Gatan Inselstrasse löper i en oval form omkring ön. Ön är framförallt känd som ett exklusivt bostadsområde, där Berlins näringslivstoppar började uppföra stora villor omkring år 1900. Här har tidigare bland annat Alexander Parvus och nazisttopparna Joseph Goebbels, Ernst Udet och Theodor Morell bott. Senare uppförde förläggaren Axel Springer sin Villa Tranquillitati här.

## Historia
Ön omnämns 1704 under namnet Der Sandtwerder, med modern stavning Sandwerder, senare även som Cladower Sandwerder. Ön var vid denna tid sandig med betydligt mindre växtlighet än idag. Det historiska namnet lever bland annat kvar genom gatunamnet Am Sandwerder på en närbelägen gata på fastlandet. År 1882 köptes ön av lampfabrikören Wilhelm Wessel, som gjort sig en betydande förmögenhet på sin fotogenlampkonstruktion. Han lät uppföra en bro och en gata som gick runt ön, och delade in ön i tomter, där varje sjötomt även hade ett område innanför vägslingan som användes för nyttoträdgårdar och uthus. 
Den äldsta villan på ön är Villa Schwanenhof, som uppfördes för Wessels egen familj i mitten av ön på dess högsta punkt. Genom kejsar Vilhelm II:s tillstånd fick ön 1901 officiellt byta namn till det mer klangfulla Schwanenwerder som Wessel länge hade marknadsfört. Omkring sekelskiftet fanns endast tre villor på ön, men under följande år fram till första världskriget blev ön en tillflyktsort för Berlins överklass med praktfulla lantvillor. Här bodde bland annat varuhusägarna Berthold Israel och Rudolph Karstadt, bankdirektörerna Oscar Schlitter, Samuel Goldschmidt, Adolph Salomonsohn och Georg Solmssen, bankiren och bryggeriägaren Walter Sobernheim (Schultheiss-Patzenhofer AG) och ägaren till chokladfabriken Trumpf, Richard Mohnheim.
Under Nazityskland kom flera av fastigheterna att tvångsförsäljas och överlåtas från judiska ägare till nazistiska partitoppar. Här bodde Joseph Goebbels, som 1935 köpte fastigheten Inselstrasse 8-10 för ett pris långt under det tidigare marknadsvärdet från bankdirektören Oscar Schlitter. 1938 köpte han även den angränsande tomten som tidigare tilllhört den emigrerade bankiren Samuel Goldschmidt för ett symboliskt pris. Goebbels lät bygga ut sin bostad och arrangerade här påkostade fester. Ett planerat attentat mot Goebbels av motståndsmannen Hansheinrich Kummerow, som skulle ha genomförts med sprängmedel vid bron till ön, avslöjades i ett tidigt skede. 
Genom ytterligare så kallad "arisering" kom Adolf Hitlers livläkare Theodor Morell i besittning av bankiren Georg Solmssens villa. Den angränsande tomten Inselstrasse 20-22 förvärvades 1939 av Rikskansliet och reserverades för Hitlers framtida personliga bruk. 1939 tvångsförsåldes tomten Inselstrasse 7 från Marie-Anne von Goldschmidt-Rothschild till Albert Speer för 150 000 mark. 
Ön klarade sig huvudsakligen undan förstörelse under andra världskriget, men många av de stora byggnadsprojekt som planerats för nazisttopparna hade aldrig genomförts och öns bebyggelse förföll delvis under de första efterkrigsåren. Från slutet av 1940-talet återbördades många av de tvångsförsålda fastigheterna till de ursprungliga ägarna eller deras arvingar. Av dessa valde de flesta att sälja tomten till staden Berlin, så att omkring 40 procent av ytan blev i kommunal ägo. Under perioden från 1950-talet till 1970-talet revs många äldre förfallna villor, så att tomterna delvis omvandlades till ett parklandskap och delvis bebyggdes med moderna villor. 
På ön finns idag ett ungdomsfritidshem, en barnkoloni och en campingplats. Fram till 2010 hade även Berlins Wasserschutzpolizei en station här. Bland andra sevärdheter märks en kolonn från Tuilerierna i Paris, som fördes hit 1882. Joseph Goebbels tidigare skyddsbunker är idag tillgänglig för bokade visningar, medan Goebbelsvillan revs efter kriget och ersattes av en byggnad för det amerikanska Aspen Institute (idag stängt).
Under 2000-talet har vissa av de kommunala tomterna åter sålts för nybyggnation, vilket lett till bygglovskonflikter mellan nya ägare och grannar då vissa av de stora nybyggena ligger väl synliga från vattnet.